# Балвано
Балвано (итал. Balvano) је насеље у Италији у округу Потенца, региону Базиликата.
Према процени из 2011. у насељу је живело 1306 становника. Насеље се налази на надморској висини од 424 м.

## Становништво
Према резултатима пописа становништва 2011. у општини је живело 1.861 становника.
| 1931. | 1936. | 1951. | 1961. | 1971. | 1981. | 1991. | 2001. | 2011. |
| ----- | ----- | ----- | ----- | ----- | ----- | ----- | ----- | ----- |
| 2.311 | 2.481 | 2.875 | 2.646 | 2.383 | 2.286 | 2.296 | 2.007 | 1.861 |